# 鐵血戰士：蠻荒廝殺
是一部2025年美國時代科幻動作片，由丹·崔克坦伯格執導，派翠克·艾森編寫劇本。該片為《終極戰士》系列的第七部作品，由艾丽·范宁主演。
《鐵血戰士：蠻荒廝殺》定檔2025年11月7日在美國上映。

## 劇情
未來的一個遙遠的星球上，一名被部落驅逐的年輕鐵血戰士，找到了意想不到的盟友，並踏上了尋找終極對手的危險旅程。

## 演員
- 艾丽·范宁飾演韋蘭-尤坦尼集團的仿生人。
- 迪米特里烏斯·科羅馬坦吉（英语：Dimitrius Schuster-Koloamatangi）飾演鐵血戰士。

## 製作
2024年2月，據報導曾執導2022年電影《鐵血戰士：狩獵追擊》的丹·崔克坦伯格將執導《終極戰士系列》的第六部電影，並會與《鐵血戰士：狩獵追擊》的編劇派翠克·艾森聯合編寫劇本。2024年6月，據報艾丽·范宁就加入本片進行洽談，8月，芬妮確認加盟電影並將飾演本片的主角。
與鐵血戰士電影系列的電影相比，本片希望成為獨立於電影宇宙的電影，因此故事背景首次設定在鐵血戰士的家鄉，並重點講述鐵血戰士的文化，亦是首部以鐵血戰士為主角的電影。有見及此，本片參考了2009年電影《阿凡達》，語言學家為鐵血戰士創造了一種類此於納威語的語言及文字。

### 拍攝
拍攝於2024年8月在新西蘭開始進行，並在11月底煞科。工作標題為「背包」（Backpack）。

### 發行
《鐵血戰士：狩獵追擊》定檔2025年11月7日美國上映。2025年4月25日，二十世紀影業釋出首支前導預告，預告揭示了芬妮的角色為韋蘭-尤坦尼集團的一名仿生人，這是自2007年電影《異獸戰2》後，18年來《異形》系列電影的原素再次出現於鐵血戰士電影中。

## 外部連結
- 互联网电影数据库（IMDb）上《鐵血戰士：蠻荒廝殺》的资料（英文）
- 豆瓣电影上《鐵血戰士：蠻荒廝殺》的資料 （简体中文）